# Raggamuffin
Raggamuffin je výraz z hudební terminologie. Zejména se používá pro označení vokalisty, jehož projev střídá rap a zpěv s důrazem na původní, jamajský přízvuk. Odtud i typický dialekt, který přivezli hlavně přistěhovalci z Jamajky. Ti tvoří komunitu v jamajském městě Kingston, která je dnes základnou této scény. Méně často se v přeneseném smyslu používá termín raggamuffin jako opis hudebních skladeb ve stylu dancehall a ragga.

## Nejznámější představitelé
- Shaggy
- Damian Marley
- UK Apachi
- General Levy
- Shabba Ranks
- Top Cat
- Tenor Fly
- Keen´V